# Marnivost

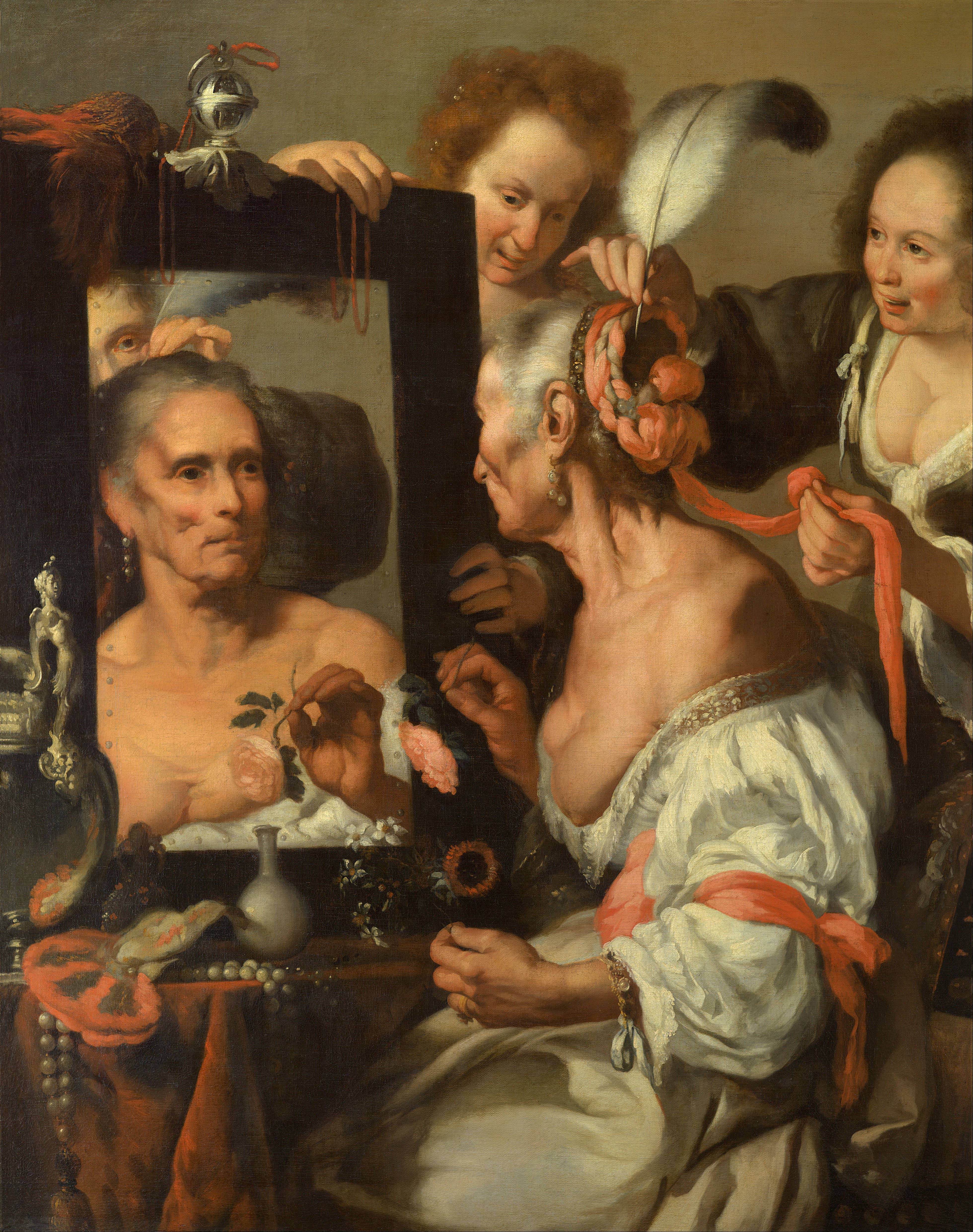
Alegorie marnivosti od malíře Bernarda Strozziho

Marnivost je lidská vlastnost, která se projevuje jako nadřazené chování nad ostatními lidmi. Můžeme ji definovat jako touhu po vyšší atraktivitě, nadřazenosti finanční, fyzickém vzhledu či vrozeném talentu. Marnivý člověk má zálibu ve zdobení vlastního zevnějšku. Podobná lidská vlastnost je ješitnost.
Blízký pojem je pýcha, který v křesťanském učení patří mezi Sedm hlavních hříchů.

## Marnivost naruby
Marnivost naruby je vlastnost člověka, který má tendenci zakazovat ostatním, čeho se sám musel vzdát. To, co si on nemůže dovolit, nechce dovolit ani ostatním. Snaží se docílit sounáležitosti ostatních se svou osobou. Odborně se tato forma úhybného chování nazývá reaktivní formace.